# Dendrobium umbellatum
Dendrobium umbellatum är en orkidéart som först beskrevs av Charles Gaudichaud-Beaupré, och fick sitt nu gällande namn av Heinrich Gustav Reichenbach. Dendrobium umbellatum ingår i släktet Dendrobium, och familjen orkidéer. Inga underarter finns listade i Catalogue of Life.